# Грейс Джонс
Грейс Джонс (англ. Grace Jones — англ. Grace Mendoza; нар. 19 травня 1948, Спаніш-Таун, Ямайка) — американська модель, співачка, акторка.

## Біографія
Народилась на Ямайці у сім'ї пастора п'ятдесятника і виховувалась у сім'ї бабці і діда. У 13 років переїхала до батьків у США, де після школи вступила до Сірак'юського університету. Почала брати участь у театральних виставах, у 18 років переїхала до Нью-Йорку, де поступила до модельної агенції Wilhelmina Modelling agency. У агенції вирішили, що її зовнішність буде більш успішною в Європі. Джонс переїхала 1970 до Парижу, де її андрогінна зовнішність приглянулась Ів Сен-Лорану, Клоду Монтана, Кендзо Такада, спілкувалась з Джорджо Армані, Карлом Лагерфельдом, найвідомішими фотографами, прикрашала обкладинки Elle, Vogue.
У гей-диско-клубах Грейс Джонс розпочала кар'єру співачки, використовуючи свій андрогінний вигляд. Вона підписала договір зі студією Island Records і 1977 випустила альбом Portfolio з переспівом пісень з мюзиклів і її першим клубним хітом Need a Man. Наприкінці 1970-х і у 1980-х роках вона перейшла до стилів рок і регі і ці експерименти були реалізовані 1980 у альбомі Warm Leatherette. Найуспішніший альбом 1981 Nightclubbing вийшов у стилі регі. Він увійшов до топп'ятірок Billboard і R&B. Найвідомішою композицією стало лібертанго «I've Seen That Face Before», Slave to the Rhythm, що декілька тижнів утримувала місця у першій десятці чартів декількох країн. Після цього її кар'єра пішла на спад.
Загалом було видано такі альбоми:
- Portfolio (1977)
- Fame (1978)
- Muse (1979)
- Warm Leatherette (1980)
- Nightclubbing (1981)
- Living My Life (1982)
- Slave to the Rhythm (1985)
- Island Life(1985)
- Inside Story (1986)
- Bulletproof Heart (1989)
- The Ultimate (1993)
- Hurricane (2008)

## Фільмографія
Крім того Грейс Джонс знялась у 17 кінофільмах (1973—2008). Найвідомішими з них стали Конан-руйнівник (1984), Вид на вбивство (1985), Вамп (1986).
| Рік  |    | Українська назва           | Оригінальна назва                 | Роль                |
| ---- | -- | -------------------------- | --------------------------------- | ------------------- |
| 1973 | ф  | Війна Гордона              | Gordon's War                      | Мері                |
| 1976 | ф  |                            | Attention les yeux!               | Кайді               |
| 1976 | ф  | Спеціальний загін Кольт 38 | Quelli della Calibro 38           | співачка в клубі    |
| 1978 | с  |                            | Stryx                             | Rumstryx            |
| 1981 | ф  |                            | Deadly Vengeance                  | дівчина Сліка       |
| 1984 | ф  | Конан-руйнівник            | Conan the Destroyer               | Зула                |
| 1985 | ф  | Вид на вбивство            | A View to a Kill                  | Мейдей              |
| 1986 | ф  | Вамп                       | Vamp                              | Катріна             |
| 1987 | ф  | Прямо в пекло              | Straight to Hell                  | Соня                |
| 1987 | ф  | Сієста                     | Siesta                            | Кончіта             |
| 1992 | ф  | Бумеранг                   | Boomerang                         | Гелен Стрейндж      |
| 1994 | вг | Hell: A Cyberpunk Thriller |                                   | Солена Солукс       |
| 1995 | ф  | Кібербандити               | Cyber Bandits                     | Масако Йокогама     |
| 1998 | ф  | Острів МакКінсі            | McCinsey's Island                 | Алансо Ріхтер       |
| 1998 | ф  |                            | Palmer's Pick Up                  | місіс Ремо          |
| 1999 | с  | Повелитель звірів          | BeastMaster                       | Нокінджа            |
| 2001 | тф |                            | Wolf Girl                         | Christoph/Christine |
| 2001 | тф |                            | Shaka Zulu: The Citadel           | Королева            |
| 2006 | ф  |                            | No Place Like Home                | танцівниця          |
| 2008 | ф  | Фалько - Чорт, ми ще живі! | Falco – Verdammt, wir leben noch! | офіціантка          |
| 2008 | ф  | Челсі з льодом             | Chelsea on the Rocks              | Бев                 |
| 2016 | ф  |                            | Gutterdämmerung                   | Смерть              |

## Особисте життя
Грейс Джонс була двічі одружена, має сина (1979), онука. За власним визнанням бісексуалка.